# Білеве

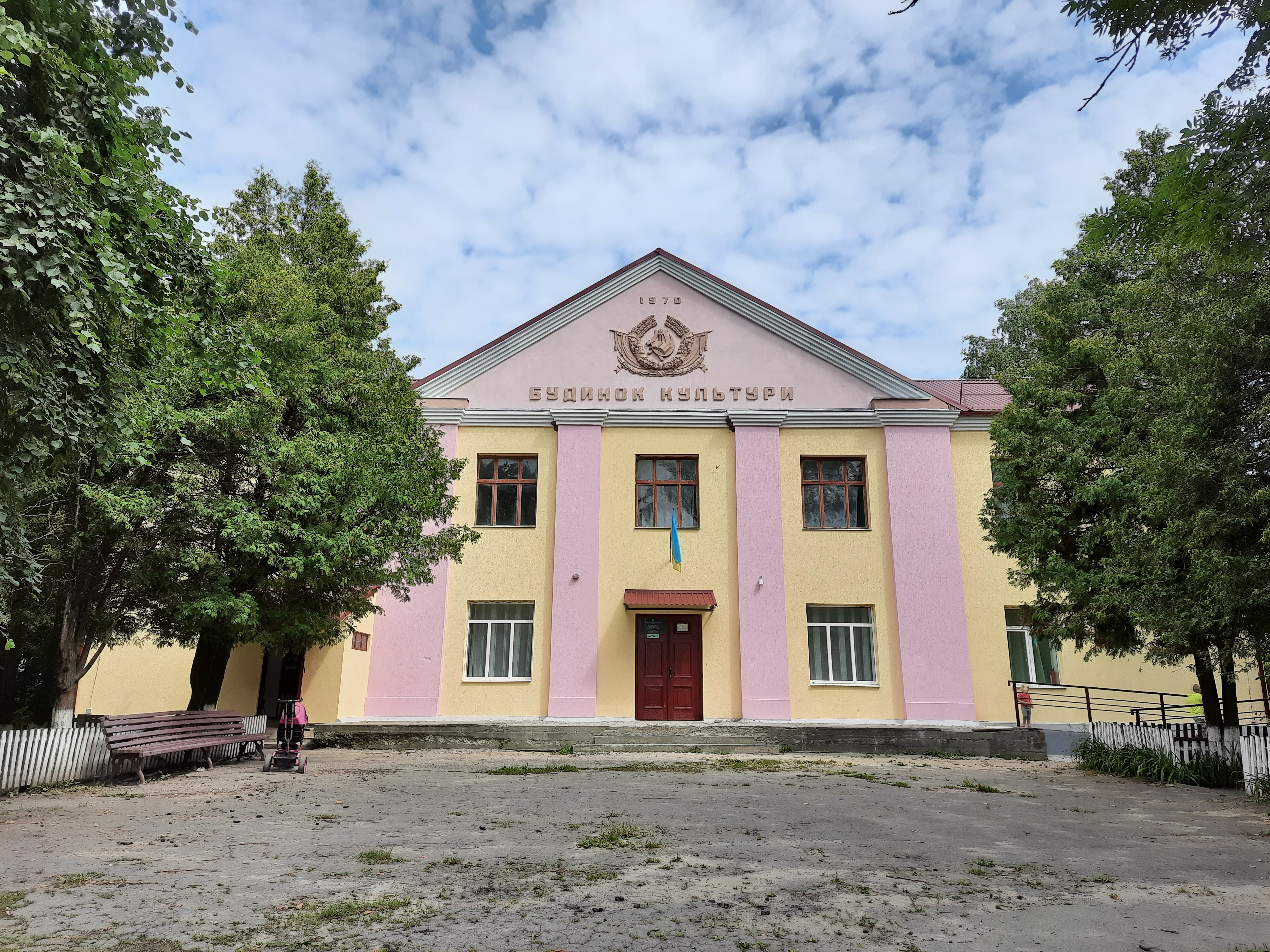
Будинок культури

Біле́ве, Білево,  — село в Україні, у Ізяславській міській громаді Шепетівського району Хмельницької області. Розташоване на березі річки Понора, за 9 км на південний схід від центру громади і за 104 км на північ від обласного центру. До найближчої залізничної станції 4 кілометри.
Населення становить 652 осіб. До 2020 року орган місцевого самоврядування — Білівська сільська рада.

## Географія
Білеве розміщується на Волино–Подільській височині. Територія села багата різноманітними нерудними корисними копалинами (пісок, глина, вапняк). Найпоширеніші ґрунти — чорноземи опідзолені. Це типова лісостепова місцевість з помірно-континентальним кліматом. Через село протікає р. Понорка, яка є притокою р. Горині і належить до басейну р. Дніпро.

## Археологія
Перші поселення на території с. Білеве виникли в добу бронзи (енеоліту), що датується 2 тис. до н. е. Про це свідчать археологічні знахідки: кам'яні шліфовані сокири з висвердленим отвором, рубила, кам'яні вставки до дерев'яних серпів, наконечники стріл, кам'яні ножі і ін. Більшість археологічних знахідок свідчать про те, що основним заняттям тодішніх жителів було землеробство, полювання.

## Історія
Вперше згадується під 1581 роком, в акті поділу володінь між князями Янушем та Михайлом Заславськими. У складі Заславської волості князівщини Заславських.
В 1793 році після Другого поділу Речі Посполитої Білеве в складі Ізяславської губернії (1793—1795), Ізяславського повіту Волинської губернії (з 1796) Російської імперії.
Протягом 1907–1917 років село у складі Заславського ключа Заславського майорату князів Санґушків.
7 (20) листопада 1917 року, відповідно до Третього Універсалу Української Центральної Ради, увійшло до складу Української Народної Республіки.
Під час геноциду українського народу радянськими окупантами протягом 1932—1933 років в селі Білеве від голоду померло близько 150 людей. Встановлено імена 136 з них.
12 червня 2020 року, відповідно до розпорядження Кабінету Міністрів України № 727-р «Про визначення адміністративних центрів та затвердження територій територіальних громад Хмельницької області», увійшло до складу Ізяславської міської територіальної громади.
19 липня 2020 року, в результаті адміністративно-територіальної реформи та ліквідації Ізяславського району, село увійшло до складу новоутвореного Шепетівського району

## Уродженці
- Всеволод Васькевич — підполковник Армії УНР.